# Santiago Aguilar Duhau
Santiago Domingo Aguilar Duhau (Osorno, 6 de diciembre de 1931-Osorno, 17 de septiembre de 1973) fue un contador y político chileno.
Fue gobernador del departamento de La Unión entre el 2 de diciembre de 1970 hasta el 11 de septiembre de 1973, fue detenido por grupos militares el día 17 de septiembre del último año mencionado, convirtiéndose en un detenido desaparecido.

## Vida personal
Estuvo casado con Dina Uribe Uribe con quien tuvo 3 hijos, Rodrigo, Mireya y Gonzalo Aguilar Uribe. Su única hija, Mireya, falleció en febrero de 2010 y sus cenizas fueron depositadas el 23 de febrero en el río Pilmaiquén en donde supuestamente fue lanzado su padre.

## Golpe de Estado
Luego del Golpe militar del 11 de septiembre de 1973 ocurrido en Chile, Santiago Aguilar se dirigió a la comisaría de Carabineros para obtener el salvoconduto para trasladar sus muebles y pertenencias a su casa ubicada en la vecina ciudad de Osorno, puesto que había sido destituido de su cargo de gobernador del Departamento de La Unión y debía desalojar la vivienda de propiedad fiscal. Tras dirigirse a la Comisaría se le dispuso arresto domiciliado sin uso de fuerza, hasta que desaparece el lunes 17 de septiembre de 1973 sin dejar rastro. Algunos detenidos sobrevivientes aseguran haberlo visto con vida hasta el 6 de octubre del mismo año, sin embargo esto no puede ser comprobado.